# WS-SecureConversation
A WS-SecureConversation egy webszolgáltatás specifikáció, amelyet az IBM és társai hoztak létre, amelynél a WS-Security, WS-Trust és WS-Policy egységben működik a biztonsági kontextusok létrehozásának és megosztásának céljából. A WS-Security felhasználási eseteit kibővitve, a WS-SecureConversation célja a biztonsági kontextusok megalapozása a többszörös SOAP üzenetek cseréje érdekében, lecsökkentve a kulcsalapozás fejtermékét.

## Tartozékok
- Egy új biztonsági kontextust tartalmaz a következő üzemmódokban::
  - A biztonsági token szolgáltatás által létrehozott biztonsági kontextus token által (WS-Trust STS)
  - Az egyik kommunikáló fél által létrehozott és üzenettel kiegészitett biztonsági kontextus token által
  - Tárgyaláson/cserén keresztül létrehozott biztonsági kontextus token által
- A biztonsági kontextus megújitása
- A biztonsági kontextus módositása (igények hozzáadása)
- A biztonsági kontextus megszakitása
- Származási kulcs: a felek különféle kulcsokat használhatnak oldalak és funkcióknak megfelelően (aláirás/kódolás), és gyakran változtathatják a kódokat a kriptografikus támadások megelőzése érdekében

A WS-SecureConversation egy bővithető keretrendszer és flexibilis szintaxis biztositására hivatott, amellyel megoldható a különféle biztonsági mechanizmusok implementálása. Önmagában nem képes garantálni a biztonságot, de az implementálónak bizonyosodni kell afelől, hogy az eredmény nem sérülékeny semmilyen támadással szemben sem.

## Érvek és ellenérvek
Egy TLS mintához hasonló mintát követve a WS-SecureConversation egyfajta munkamenet kulcsot alapoz meg. A feldolgozási fejtermék, amely a kulcsalapításnak felel meg, a WS-Security-vel összehasonlítva jelentős csökkenést szenvedett el, a gyakori üzenetcserék esetében. Ennek ellenére, egy új réteg került a WS-Security tetejére, ami magával vonja más WS-* protokollok jelenlétét, például a WS-Addressing és WS-Trust protokollokéit. Így a teljesitmény fontossága összehasonlításra kell, hogy kerüljön a hozzáadott komplexitással és függőségekkel szemben. Lásd a teljesítmény fejezetet a teljesitmény fejezet -nél.

## Kapcsolódó előírások
Az alábbi műszaki leírások a WS-SecureConversationhoz kapcsolódnak:
- WS-Addressing
- WS-Policy
- WS-Security
- WS-Trust

## Fordítás
Ez a szócikk részben vagy egészben  a   WS-SecureConversation című angol Wikipédia-szócikk ezen változatának fordításán alapul.  Az eredeti cikk szerkesztőit annak laptörténete sorolja fel. Ez a jelzés csupán a megfogalmazás eredetét és a szerzői jogokat jelzi, nem szolgál a cikkben szereplő információk forrásmegjelöléseként.